# تجمع بدو زهاو (المهرة)

تعديل مصدري - تعديل

تجمع بدو زهاو هو "تجمع بدوي" في  مديرية المسيلة التابعة لمحافظة المهرة، بلغ تعداد سكانها 9 نسمة حسب تعداد اليمن لعام 2004.